# مؤسسة فن من القلب
مؤسسة فن من القلب هي مؤسسة فلسطينية غير ربحية، تأسست رسمياً في تشرين الثاني عام 2018 في مدينة نابلس، كانت أول مبادرة مجتمعية فنية لها في يناير 2017. تهدف المؤسسة إلى تمكين الأشخاص ذوي الإعاقة والفئات المهمشة في فلسطين من خلال الفن والممارسات الثقافية التشاركية.

## التأسيس
أُطلقت مبادرة فن من القلب في كانون الثاني 2017، على يد السيدة سهى الخفش وهي فنانة وناشطة اجتماعية فلسطينية، وبدأت المؤسسة بتنظيم أنشطة فنية للأشخاص ذوي الإعاقة وكانت أول مبادرة لهم بعنوان" بالفن بنحكي" بدعم من مؤسسة عبد المحسن القطان بمناسبة اليوم العالمي للأشخاص ذوي الإعاقة. تم تسجيلها والإعتراف بها بشكل رسمي كمؤسسة غر ربحية بتشرين الثاني 2018.

## الرؤية والرسالة
مجتمع فلسطيني دامج، يقدر الفن ويمنح الأشخاص ذوي الإعاقة حق المشاركة في المشهد الفني والثقافي في فلسطين، بالتساوي مع باقي أفراد المجتمع.
تعمل المؤسسة على تمكين الأشخاص ذوي الإعاقة والفئات المهمشة في فلسطين اجتماعيا ونفسيا واقتصاديا من خلال الفنون والممارسات الفنية والثقافية التشاركية الجامعة، وتُهيئ لهم بيئة آمنة ومحفزة على الابداع، تحتفل بمواهبهم، وتعزز دمجهم مجتمعيا، وتساهم في رفع الوعي العام بقضاياهم ونقلها الى أصحاب القرار وراسمي السياسات.

## البرامج والأنشطة
تسعى مؤسسة فن من القلب إلى العديد من الأنشطة والبرامج، منها: 
- البرنامج التدريبي
- الدراما للتوحد
- الفن للجميع
- المناصرة والتأييد
- المعارض والعروض

## قيم المؤسسة
- المواطنة الفاعلة والتثقيف الوطني
- الإحترام المتبادل
- تقبل الأخر
- الدمج الاجتماعي والتغيير الإيجابي
- المساواة وتكافؤ الفرص
- المساءلة والشفافية في الممارسات
- الجودة
- التميز والابداع